# Cylindrocorpus macrolaimum
Cylindrocorpus macrolaimum är en rundmaskart. Cylindrocorpus macrolaimum ingår i släktet Cylindrocorpus och familjen Cylindrocorporidae. Inga underarter finns listade i Catalogue of Life.